# FT Весов
FT Весов (лат. FT Librae) — одиночная переменная звезда в созвездии Весов на расстоянии (вычисленном из значения параллакса) приблизительно 33146 световых лет (около 10163 парсеков) от Солнца. Видимая звёздная величина звезды — от +15,3m до +14,8m.

## Характеристики
FT Весов — пульсирующая переменная звезда типа RR Лиры (RRC).